# Novopokrovski (Primorsko-Ajtarsk, Krasnodar)
Novopokrovski (del ruso: Новопокровский) es un jútor del raión de Primorsko-Ajtarsk del krai de Krasnodar en el sur de Rusia. Está situado en el conjunto de marismas y limanes que forman la desembocadura del río Kirpili, 14 km al sur de Primorsko-Ajtarsk y 113 km al noroeste de Krasnodar, la capital del krai. Tenía 728 habitantes en 2010.
Es cabeza del municipio Novoprokóvskoye, el cual está formado además por las siguientes localidades: Novonekrasovski, Adzhanovka, Brigadni y Lotos.